# Vnukovo Airlines
Vnukovo Airlines (russisch Внуковские авиалинии, Wnukowskije awialinii) war eine russische Fluggesellschaft.

## Geschichte
Im Jahr 1991 wurde die staatliche Fluggesellschaft Aeroflot umstrukturiert und ihre regionalen Abteilungen schrittweise in die Selbständigkeit entlassen. Aus der auf dem Flughafen Moskau-Wnukowo ansässigen Abteilung ging im März 1993 die Vnukovo Airlines hervor. Im Jahr 1993 übernahm die Gesellschaft die Beteiligungen der Aeroflot an der türkischen Charterfluggesellschaft Greenair. Im Jahr 2001 wurde Vnukovo Airlines von der Siberian Airlines übernommen.

## Flotte
Vnukovo Airlines betrieb Maschinen der Typen Tupolew Tu-204; Boeing 737-400; Tupolew Tu-154; Jakowlew Jak-42 sowie mehrere Großraumflugzeuge des Typs Iljuschin Il-86.

## Zwischenfälle
- Am 29. August 1996 flog eine russische Tupolew Tu-154M (Kennzeichen RA-85621) beim Landeanflug auf den Flughafen Longyearbyen (Spitzbergen) in einen Hügel. Das Flugzeug der Vnukovo Airlines war auf dem Weg von Moskau nach Longyearbyen und hatte ukrainische Grubenarbeiter an Bord. In rund 900 m Höhe prallte die Maschine 14 km vor dem Flughafen gegen den Operafjellet (deutsch: Operberg). Alle 141 Insassen kamen dabei ums Leben. Als Gründe für den Unfall wurden unter anderem Verwirrungen im Cockpit, Abweichung von mehreren Vorschriften und mangelhafte Englischkenntnisse der Flugbesatzung festgestellt.[1]

- Am 15. März 2001 wurde eine Tu-154 der Vnukovo Airlines auf einem Flug von Istanbul nach Moskau von drei Tschetschenen entführt. Sie forderten, nach Saudi-Arabien gebracht zu werden, wo sie 47 Geiseln – hauptsächlich Frauen, Kinder und eine Flugbegleiterin, die zu Beginn der Entführung durch einen Messerangriff der Entführer schwer verletzt wurde – freiließen. In Medina wurde das Flugzeug am nächsten Tag gestürmt, nachdem die Entführer das Auftanken verlangt und mit der Sprengung der Maschine gedroht hatten. Diese erhielt nach den Ereignissen den Taufnamen der später an ihren Verletzungen verstorbenen Flugbegleiterin Yulia Fomina.[2]